# Jean Ier de Mecklembourg-Werle-Parchim
Jean Ier de Mecklembourg-Werle-Parchim, (en allemand Johann Ier von Mecklenburg-Werle-Parchim), décédé le 15 octobre 1283. Il fut prince de Mecklembourg-Werle-Parchim de 1277 à 1283.

## Famille
Fils de Nicolas Ier de Mecklembourg-Werle et de Jutta d'Anhalt.

### Mariage et descendance
Jean Ier de Mecklembourg-Werle-Parchim épousa Sophie de Lindau (†1304), (fille du comte Gunther de Lindau)
Sept enfants sont nés de cette union :
- Nicolas II de Mecklembourg-Werle-Güstrow, prince de Werle-Güstrow, prince de Werle-Penzlin
- Jean II de Mecklembourg-Werle-Güstrow.
- Une fille, elle épousa le comte Jacques III de Gützkow (†1303)
- Gunther de Mecklembourg-Werle, il fut évêque de Cammin
- Henri de Mecklembourg-Werle (†1295)
- Jean de Mecklembourg-Werle (†1311)

## Biographie
À la mort de son père survenue en 1277, lors du partage des territoires, Jean Ier se voit attribuer Parchim, son frère Bernard Ier obtient Werle et Henri Ier reçoit Güstrow.

## Généalogie
Jean Ier de Mecklembourg-Werle-Güstrow appartient à la seconde branche (Mecklembourg-Werle) issue de la première branche de la Maison de Mecklembourg, cette seconde branche s'éteignit à la mort de Guillaume de Mecklembourg-Werle-Güstrow en 1436.